# Coronio

Un eclipse solar

Coronio, llamado también newtonio, fue un presunto elemento químico del cual se hizo una hipótesis en el siglo XIX. Se consideraba que una delgada línea verde de la corona solar provenía de tal elemento a diferencia de cualquier otro en condiciones de laboratorio. Por causa de eso también fue erróneamente clasificado como hierro en línea de nombre 1474.

## Espectroscopía solar
Durante el eclipse solar del 7 de agosto de 1869, el cual fue total, una línea espectral con longitud de onda de 530.3 nm fue observada independientemente por Charles Augustus Young (1834–1908) y William Harkness (1837–1903) en el espectro coronario. Debido a que esta línea no correspondía a material alguno conocido, se propuso que se trataba de un elemento desconocido, el cual fue llamado provisionalmente "coronio".
En 1902, en un intento de una concepción química del éter, el químico ruso Dmitri Mendeleev formuló la hipótesis de 2 elementos químicos inertes de menor peso atómico que del hidrógeno. Uno de ellos era tan ligero para ser omnipenetrante y omnipermeable. El otro, ligeramente más pesado, era el coronio. Luego fue nombrado newtonio.
En la década de 1930 Walter Grotrian y Bengt Edlén descubrieron que la línea del espectro en 530.3 nm se debía a al hierro altamente ionizado (Fe13+); otras líneas atípicas del espectro coronario eran también causadas por iones altamente cargados, tales como el níquel, la alta ionización se debe a la alta temperatura de la corona solar.